# Adem Gökçe
Adem Gökçe (* 20. September 1982 in Polatlı) ist ein ehemaliger türkischer Fußballspieler.

## Karriere
Gökçe begann mit dem Vereinsfußball in der Nachwuchsabteilung von Polatlıspor, dem Verein seiner Heimatstadt Polatlı. 1999 wurde er in die 1. Männermannschaft aufgenommen und spielte für diese zwei Jahre lang in der regionalen Amateurliga. 2001 wechselte er dann zum Viertligisten Kastamonuspor, kehrte aber bereits eine Woche später zu Polatlıspor zurück. Nachdem Gökçe bis zum Sommer 2005 für Polatlıspor gespielt hatte, wechselte er zum Viertligisten Karamanspor. Bereits eine Saison später zog er zu Bugsaş Spor weiter, spielte hier zwei Jahre und anschließend für diverse Viert- und Drittligisten.
Zur Saison 2011/12 wechselte Gökçe in die türkische TFF 2. Lig zu Alanyaspor. Mit diesem Verein beendete er die Saison 2013/14 als Playoff-Sieger und stieg in die TFF 1. Lig auf.
In der Sommertransferperiode 2015 wechselte er zum Drittligisten Nazilli Belediyespor. Bis zu seinem Karriereende 2019 folgten weitere Stationen bei Sivas Belediyespor, Bayburt Grup İl Özel İdare GS und Yomraspor.

## Erfolge
Alanyaspor
- Playoff-Sieger der TFF 2. Lig und Aufstieg in die TFF 1. Lig: 2013/14